# Hydaticus luczonicus
Hydaticus luczonicus är en skalbaggsart som beskrevs av Aubé 1838. Hydaticus luczonicus ingår i släktet Hydaticus och familjen dykare. Inga underarter finns listade i Catalogue of Life.